# Hiporquema
El hiporquema (del griego ὑπόρχημα ‘baile debajo’) era una especie de danza mímica animada que acompañaba las canciones utilizadas en el culto de Apolo, especialmente entre los dorios. Lo bailaban tanto hombres como mujeres. Es comparable al geranós (γερανός), la ‘danza de la grulla’ ritual asociada a Teseo.
En las fiestas de Apolo generalmente bailaba un coro de cantantes alrededor del altar, mientras que otras personas eran designadas para acompañar la acción de la canción con una representación de mímica alusiva. El hiporquema era, pues, una danza lírica, y a menudo pasaba a ser lúdica y cómica, por lo que Ateneo la compara con el córdax de la comedia. Según la suposición de Müller, como toda la música y la poesía de los dorios, se originó en Creta, pero en un período temprano se introdujo en la isla de Delos, donde parece haber continuado representándose hasta la época de Luciano de Samosata.
Un tipo de danza similar era la geranós o ‘danza de la grulla’, que se dice que Teseo bailó en Delos a su regreso de Creta, y que era tradicional en esta isla hasta la época de Plutarco. El líder de esta danza se llamaba geranoulkós. Se realizaba con golpes y con varios giros y vueltas, y se decía que era una imitación de las vueltas del laberinto de Creta. Cuando el coro estaba quieto, formaba un semicírculo, con líderes en las dos alas.
Los poemas o canciones que acompañaban al hiporquema se llamaban también hiporquemas. El primer poeta a quien se atribuyen tales poemas fue Tales de Creta; su carácter debía ser tan alegre como la danza que los acompañaba. Los fragmentos de los hiporquemas de Píndaro confirman esta suposición, pues sus ritmos son peculiarmente ligeros y tienen un carácter muy imitativo y gráfico. Estas características deben haber existido en un grado mucho mayor en los cantos hiporquemáticos de Tales.